# Barthélemy de Roye
Barthélemy de Roye (* um 1170; † 24. Januar 1237) war ein französischer Adliger aus dem Haus Roye und Großkämmerer von Frankreich. Er war ein jüngerer Sohn des Sire Rogues von Roye und der Adeline von Guise.
Barthélemy trat in die Dienste König Philipps II. August, dem er auf den dritten Kreuzzug (1190–1191) folgte. Als Gesandter des Königs erreichte er 1194 ein Bündnis des Prinzen Johann Ohnelands gegen dessen Bruder Richard Löwenherz. Ebenso war er bei den Verhandlungen zum Vertrag von Le Goulet 1200 zwischen Johann Ohneland und dem König von Frankreich entscheidend beteiligt.
Im Jahr 1208 wurde Barthélemy zum Großkämmerer des Königs ernannt und kämpfte 1214 in der Schlacht bei Bouvines. Zusammen mit Bischof Guérin von Senlis und dem Templermeister Aymard war er 1223 einer der Vollstrecker des Testamentes des Königs. Auch am Hof Ludwigs VIII. behielt seine einflussreiche Position und war zusammen mit dem päpstlichen Legaten Romano Frangipani der wichtigste Berater des Königs und nach dessen Tod 1226 der Regentin Blanka von Kastilien.
Barthélemy wurde nach seinem Tod in der von ihm 1221 gegründeten Abtei Joyenval bestattet.
Er war verheiratet mit Perennelle von Montfort († 13. Februar 1216), einer Tochter des Simon (IV.) von Montfort († 1188), mit der er zwei Töchter hatte. Eine der beiden, Amicie, heiratete Guillaume Crespin (IV.), Baron du Bec-Crespin (Haus Crespin), sie sind die Eltern des Marschalls Guillaume Crespin (V.), Baron du Bec-Crespin. Die andere Tochter, Adele, heiratete Raoul von Nesle, Seigneur von Falvy.